# Peregrino Júnior
João Peregrino da Rocha Fagundes Júnior (Natal, 12 de março de 1898 — Rio de Janeiro, 12 de outubro de 1983) foi um jornalista, médico e escritor brasileiro, membro da Academia Brasileira de Letras.

## Biografia
Era filho do professor potiguar João Peregrino da Rocha Fagundes, e de D. Cornélia Seabra de Melo. Quando estudante secundário, na cidade natal, frequenta o Ateneu Rio-Grandense e a Escola Normal, ao tempo em que exerce o jornalismo. No jornal que fundou, chamado de “A Onda”, publicou um artigo com críticas ao diretor da Escola Normal e que também lecionava no Ateneu – resultando em sua expulsão de ambos os colégios e a mudança, a fim de poder prosseguir nos estudos – posto que vedado estava-lhe o acesso às escolas de Natal – para Belém.
Ainda em Natal fundou outros dois jornais: “A Gazeta de Notícias” e “O Espectador”. Chegando a Belém, em 1914, concluiu a formação básica no Ginásio Paes de Carvalho. Continuou no afã jornalístico, colaborando em vários periódicos da nova morada.
Mudou-se, em 1920, para o Rio de Janeiro, ali iniciando-se no meio jornalístico da capital do país. Trava relações culturais e escreve no “Gazeta de Notícias”, além de estrear na literatura. Trabalha na Central do Brasil, e prossegue o curso de medicina, que conclui em 1929.
Foi casado, desde 1926, com Wanda Acioly, cunhada do escritor Ronald de Carvalho.

### Carreira médica e docente
Após sua formatura, Peregrino Júnior torna-se interno na 20ª Enfermaria da Santa Casa de Misericórdia, serviço do Prof. Antônio Austregésilo. Inicia a carreira como médico adjunto da Santa Casa, sendo depois chefe de enfermaria no Hospital Estácio de Sá. Fundou e dirigiu o serviço de endocrinologia na Policlínica do Rio de Janeiro, entidade que veio depois a presidir. Também foi  o fundador e primeiro Presidente da Sociedade Brasileira de Endocrinologia, Biotipologia e Nutrição.
Ingressa como docente na então denominada Faculdade Nacional de Medicina, lente de Clínica Médica e Biometria. Nessa instituição veio a tornar-se catedrático. Foi emérito da Universidade do Brasil e professor na Faculdade Fluminense de Medicina, tendo ainda lecionado na Escola Nacional de Educação Física e Desportos – ENEFD, atualmente a Escola de Educação Física e Desportos da UFRJ, da qual foi ainda o Diretor. Integrou o Conselho Nacional de Desporto. Foi também membro da Academia Nacional de Medicina.
Grande parte de sua produção é voltada para a medicina.

#### Literatura médica
Extensa produção acadêmica foi a de Peregrino Júnior. Seus principais livros, nesta área, foram:
- Ciática (patologia e clínica). (1935)
- Vitaminologia (1936)
- Biotipologia e Educação (1936)
- Insuficiência Supra-renal no Impaludismo (1937)
- Estudo Experimental das Polinevrites Tóxicas (1937)
- Desenvolvimento Normal do Brasileiro (1943)
- Alimentação - Problema Nacional (1942)
- Biometria Aplicada à Educação (1942)
- Biotipologia Pedagógica (1942)
- Tireóide - Patologia e Clínica. (Prêmio Academia Nacional de Medicina) (1943)
- Crescimento e Desenvolvimento (1949)
- Alimentação e Cultura (1951)
- Stress e Síndrome Geral da Adaptação (1955)

#### Instituições estrangeiras
Foi membro da Sociedade Argentina para o Progresso da Medicina Interna, da Academia das Ciências de Lisboa e da Sociedade Portuguesa de Endocrinologia.

### Literatura e jornalismo
A vida literária carioca esteve presente desde os primeiros momentos de sua mudança para a cidade: foi colega de trabalho, na Central do Brasil, de Pereira da Silva, que foi seu antecessor na ABL.
Sua produção literária, entretanto, não foi contínua: de 1938 a 1960 deixou-a em segundo plano. O mesmo não se verificou com a colaboração a jornais, bem como sua participação em eventos e instituições culturais, nacionais e estrangeiras – tendo sido integrante do Conselho Federal de Cultura e Presidente da União Brasileira de Escritores.
Emérito contador de casos, suas crônicas foram publicadas em vários jornais e revistas. Seu tema principal era a Amazônia. Também aventura pela crítica literária, organizando também antologias, como a do contraparente Ronald de Carvalho.